# Amira Yoma
Amalia Beatriz " Amira " Yoma (sinh ngày 18 tháng 8 năm 1952) là một cố vấn chính trị và chủ nhà hàng người Argentina. Bà được biết đến nhiều nhất với vai trò là Giám đốc điều trần trong chính quyền tổng thống của anh rể Carlos Menem, và bị buộc tội trong vụ bê bối rửa tiền ma túy được gọi là Yomagate.
Biệt danh "Amira" của bà có nghĩa là "công chúa" trong tiếng Ả Rập. Bà là con út trong tám anh chị em, bao gồm cả Emir Yoma  và Zulema Yoma. Các thành viên đáng chú ý khác trong gia đình bà là anh họ của cô, ông Jorge Yoma, anh rể Carlos Menem và cháu gái Zulema Menem.

## Tiểu sử
Từ 6 đến 20 tuổi, Amira Yoma sống ở Damascus, Syria, nơi bà học nói tiếng Ả Rập. Bà trở về theo yêu cầu của chị gái Zulema.
Năm 1983, bà bắt đầu làm việc với Carlos Menem với tư cách là Giám đốc Điều trần tại tỉnh La Rioja, sau đó tiếp tục giữ một vị trí tại ngân hàng tỉnh. Cuối năm 1986, bà kết hôn với Ibrahim al Ibrahim và họ sống ở Wilde cho đến năm 1989 khi họ chuyển đến Buenos Aires. Họ ly dị vào cuối năm đó.
Cũng trong năm 1989, sau khi Menem được bầu làm tổng thống, Yoma được bổ nhiệm làm Giám đốc Điều trần Quốc gia, văn phòng nổi bật nhất của Casa Rosada sau tổng thống. Trong những năm đầu của chính quyền, bà là một nhân vật tiêu biểu trong các cuộc họp chính thức và trong số các nhân sự yêu thích của Menem. Năm 1991, bà bị buộc phải từ chức vì vụ bê bối rửa tiền ma túy, điều này cũng sẽ ảnh hưởng đến chồng cũ Ibrahim al Ibrahim, người phụ trách văn phòng hải quan Ezeiza.
Theo chỉ đạo của tổng thống, một số nỗ lực đã được thực hiện để trao cho bà một số chức năng chính trị, một trong số đó đã bị Guido di Tella, Bộ trưởng Bộ Ngoại giao từ chối. Yoma cũng đã gọi cho phó của FrePaSo là Graciela Fernández Meijide để yêu cầu sự trở lại quyền lực của bà không bị chỉ trích dữ dội bởi phe đối lập.
Trong tuyên bố của mình trước Thượng viện vào ngày 1 tháng 12 năm 1994, bà sẽ chịu trách nhiệm cấp hộ chiếu cho đại lý vũ khí Monzer al-Kassar. Năm 1995, bà kết hôn với nhà báo Jorge "Chacho" Marchetti và cùng năm đó, cô sẽ tới Tây Ban Nha để gặp thẩm phán Narcogate, Baltasar Garzón.
Yoma hiếm khi được phỏng vấn trên truyền hình, đưa ra 1 ngoại lệ cho Mirtha Legrand và Mariano Grondona.